# Lev Gleason
Pour les articles homonymes, voir Gleason.
Lev Gleason, né le 25 février 1898 à Winchendon et mort le 24 septembre 1971 à Brewster est un éditeur de comics américain, fondateur de Lev Gleason Publications qui se rendit célèbre pour ses comics policiers.

## Biographie
Leverett Stone Gleason naît le 25 février 1898 à Winchendon dans le Massachusetts. Il grandit dans la banlieue de Boston et en 1916 entre à l'université Harvard. Il abandonne ses études l'année d'après, s'engage dans l'armée et prend part aux combats en Europe durant la Première Guerre mondiale. Il quitte l'Europe en 1919 et se marie une fois revenu aux États-Unis. Il commence à travailler dans l'édition de magazines. En 1929, il s'installe à New York où il trouve un emploi chez Eastern Color Printing Company, la société qui éditera le premier comic book. En 1936, il est responsable éditorial du comic strip Tip Top Comics. En 1939, il fonde, avec Arthur Bernard la société Lev Gleason Publications et édite Silver Streak Comics. Dans ce comics, sont présentées à partir du numéro 6 les aventures de Daredevil, un justicier masqué sourd. Lev Gleason engage des artistes doués comme Dan Barry, George Tuska, ou Jack Cole, est un des rares éditeurs à partager les profits avec des artistes attitrés. En 1941, il accepte de changer Silver Streak Comics, à partir du numéro 22 en un comics policier intitulé Crime Does Not Pay dont le contenu est pris en charge par Charles Biro au scénario et Bob Wood au dessin. Cette même année il se marie pour la troisième fois. Peu après, il est appelé de nouveau sous les drapeaux. Il est cantonné aux États-Unis et en 1943 il est libéré de ses obligations militaires. Il reprend la direction de sa société qui vend des comics dont le nombre d'exemplaires achetés atteint le million. Après guerre il est menacé par les associations qui s'attaquent aux comics et par ailleurs par le House Un-American Activities Committeepour avoir participé à une association d'aide aux réfugiés de la guerre d'Espagne. En 1947, il est condamné à une peine de prison avec sursis pour avoir refusé de donner les noms des adhérents. En 1954, les éditeurs de comics pour éviter une censure d'État décident de créer le Comics Code Authority. Dès lors, les comics policier sont chassés des présentoirs à revue et Lev Gleason est obligé de mettre la clef sous la porte. Il commence alors une carrière d'agent immobilier puis s'installe pour sa retraite avec son épouse à Cape Cod. Il décède le24 septembre 1971.